# Carl Schotten

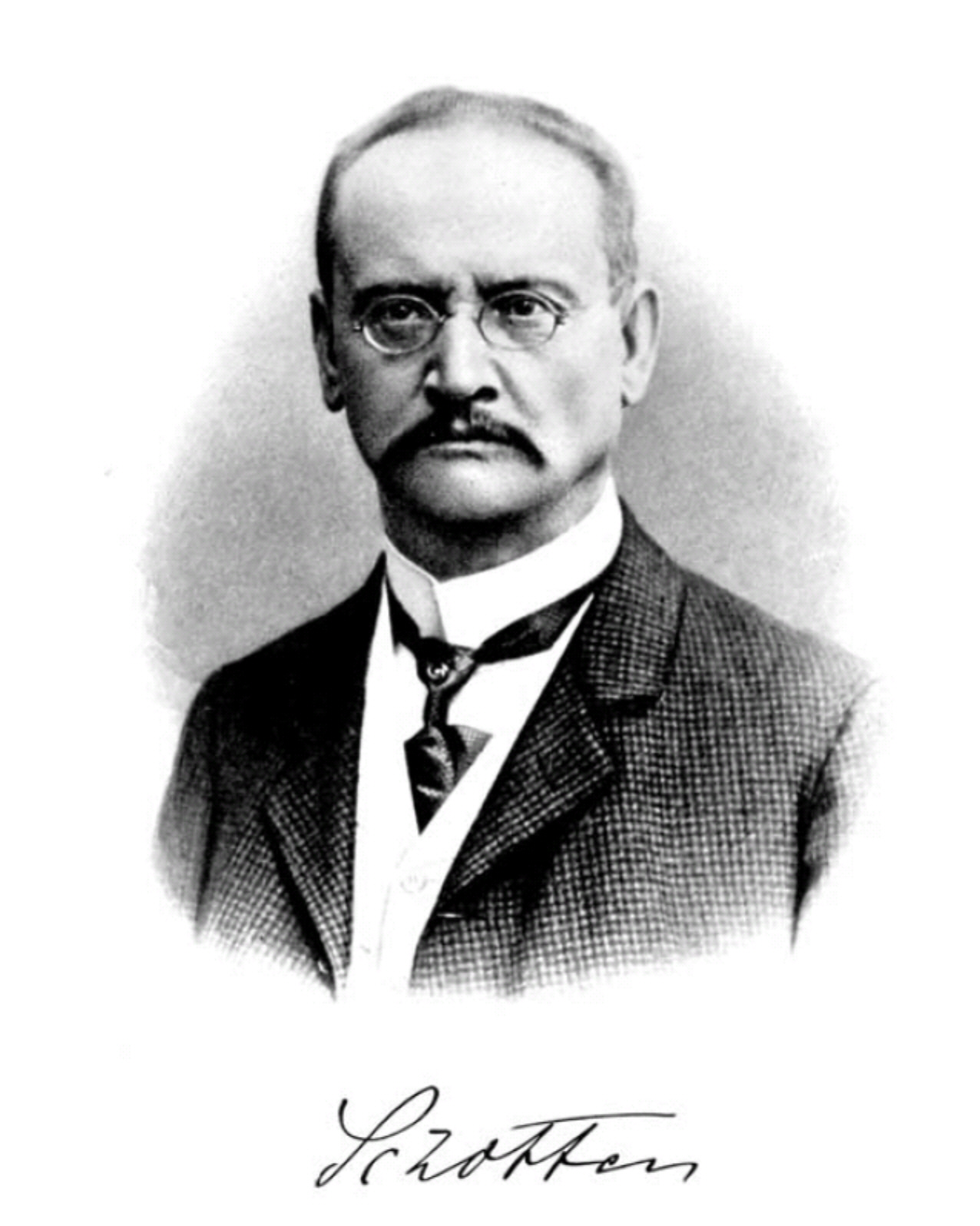

Carl Schotten (* 12. Juli 1853 in Marburg; † 9. Januar 1910) war ein deutscher Chemiker. Er wurde an der Universität Berlin (heutige Humboldt-Universität zu Berlin) promoviert. Sein Doktorvater war August Wilhelm von Hofmann. Zusammen mit Eugen Baumann beschrieb er 1883 die heutige Namensreaktion der Schotten-Baumann-Methode.